# Inofre de Carvalho
Inofre de Carvalho foi um arquiteto português. Exerceu importante atividade na construção de fortalezas na Pérsia e Índia durante o século XVI.

## Biografia
Pouco se sabe sobre a sua vida. Nascido provavelmente em Óbidos no início do século XVI, trabalhou no estaleiro do Hospital das Caldas da Rainha aproximadamente entre 1538 e 1547. Em 1551, foi nomeado Mestre das Obras Reais na Índia portuguesa, recebendo sua esposa, Filipa Lopes, uma pensão outorgada por João III de Portugal pela ausência do marido. O Vice-rei do Estado Português da Índia à época era D. Afonso de Noronha, parente do alcaide de Óbidos, D. João de Noronha, que era protetor de Inofre de Carvalho.
Participou das expedições militares comandadas por D. Antão de Noronha no Golfo Pérsico que tomaram uma fortaleza em Baçorá (1552) e a ilha de Barém (1553). Em Barém, segundo o cronista Diogo do Couto, Inofre construiu uma torre de cerco para tomar a fortaleza.
Em 1558 foi nomeado Capitão do Mar de Ormuz. A partir dessa data participou das reformas da Fortaleza de Ormuz (1558-1560), do Forte de Soar, da Fortaleza de Mascate e, provavelmente, da construção dos fortes de Queixome e Laraque. Em todas essas empreitadas, Inofre demonstrou grande conhecimento da moderna arquitetura abaluartada renascentista europeia.
Além da atividade no campo militar, o historiador da Arte Rafael Moreira atribui a Inofre de Carvalho o projeto da Sé Catedral de Goa (1562), um monumental edifício religioso que segue modelos portugueses de autoria de Miguel de Arruda.